# Славиша Брењо
Славиша Брењо (Сарајево, 2. април 1974) је српски шаховски велемајстор.

## Каријера
Славиша Брењо је постао међународни мајстор шаха 1995. а велемајстор 2009. године. Био је јуниорски вицешампион Југославије (1991). Тренер му је био Драгољуб Велимировић.